# Merlin
För andra betydelser, se Merlin (olika betydelser).

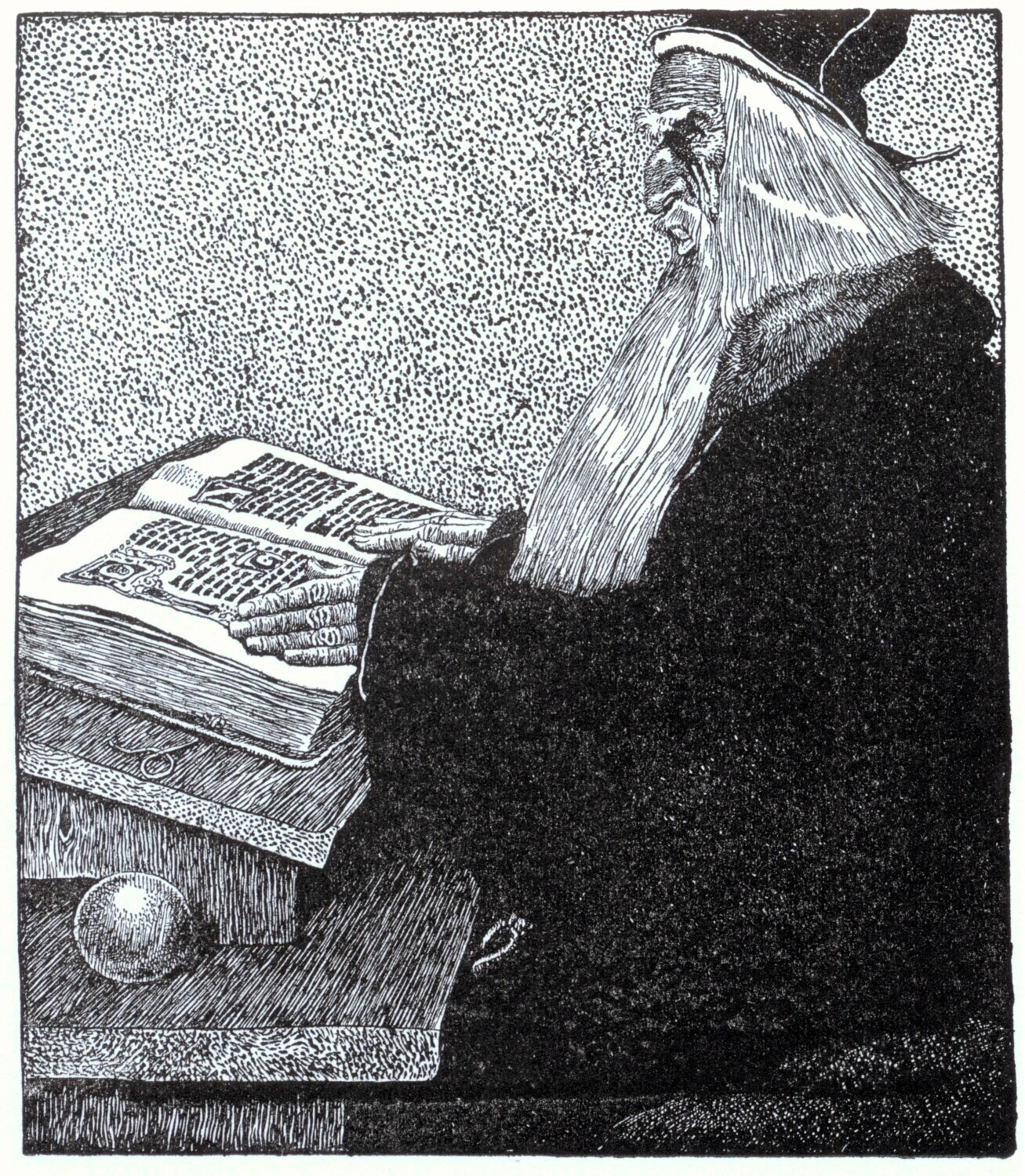
Trollkarlen Merlin, Howard Pyles illustration till The Story of King Arthur and His Knights (1903).

Merlin[uttal saknas] (walesiska Myrddin) är en mytologisk figur som spelar en betydande roll i de fornbrittiska sagorna om kung Artur och hans riddare. Merlin var bard, siare och trollkarl och skall ha levat på 500-talet.

## Bakgrund
Merlin nämns först i Nennius latinska krönika från 900-talet. Senare spelar han en stor roll i Historia regum Britanniæ, den sagohistoria som Geoffrey av Monmouth författade år 1135. Han använder sitt mystiska vetande endast för goda ändamål. Merlin tjänade såsom bard hos hövdingen Ambrosius Aurelianus, som försvarade bretonernas frihet mot sachsarna och gjorde sedan tjänster åt kung Uther Pendragon och därefter åt dennes berömde son Artur. Han var en trofast vän till kung Artur, vilken på Merlins inrådan stiftade riddarskapet av runda bordet. Efter dennes död drog han sig tillbaka för att sorgsen dö i skogens ensamhet.